# Prothema cakli
Prothema cakli es una especie de escarabajo longicornio del género Prothema, tribu Prothemini, subfamilia Cerambycinae. Fue descrita científicamente por Heyrovský en 1967.

## Descripción
Mide 14 milímetros de longitud.

## Distribución
Se distribuye por China, Laos y Vietnam.